# 秋霞
《秋霞》（英語：Chelsia My Love）是1976年上映的一部香港愛情電影，由宋存壽執導，陳秋霞、鍾鎮濤、朱青、關山、李勝龍、南美里、徐姬、鄭莉莉及佟林主演。電影講述一段香港少女與韓國青年之間的不渝之情。本片榮獲第14屆金馬獎優等劇情片、最佳女主角（陳秋霞）及最佳非歌劇影片音樂。

## 劇情
李秋霞（陳秋霞 飾）自幼體弱，經诊断证实为先天性不良心漏症，父親李伯豪（關山 飾）為免其妻担忧而暗藏心底。由於父一向特別呵護秋霞，引起了幼女秋雲（徐姬 飾）之不滿而對姊姊態度冷淡，不時以言辭嘲諷。秋霞在中学毕业舞会上結识了韓國华侨马国辉（李勝龍 飾），彼此印象深刻，男方更介紹秋霞往其任教之聾啞學校當音樂教師。
另一邊廂，方子良（鍾鎮濤 飾）與秋霞姊妹為鄰，一起長大；子良一向心屬秋霞，但妹妹秋雲卻又喜歡子良。一天，秋霞欲安慰被父責罵的秋雲，不料秋雲大力推門壓到了秋霞的手指，被碰巧看到情況的子良送往父親方醫生（佟林 飾）的診所。一輪檢查後發現秋霞的心疾只餘半年壽命。秋霞希望在餘下的日子好好與妹妹和解，遂告知其愛國輝。秋霞不忍心國輝日後哀痛而特意與他保持距離，不但辭任聾啞學校，還特意與子良親熱而讓國輝知難而退，返回韓國......

## 角色
| 演員   | 角色   | 備註                     |
| 陳秋霞 | 李秋霞 | 患有先天性不良心漏症     |
| 鍾鎮濤 | 方子良 | 方醫生之子，對秋霞有好感 |
| 朱青   | 張瑪琍 | (客串)                   |
| 關山   | 李伯豪 | 李秋霞父親               |
| 李勝龍 | 馬國輝 | 華僑                     |
| 南美里 | 曉婷   | 李秋霞母親               |
| 徐姬   | 李秋雲 | 秋霞之妹，對方子良有好感 |
| 鄭莉莉 |        |                          |
| 佟林   | 方醫生 | 李伯豪好友               |

## 電影歌曲
| 歌名     | 演唱者 | 作曲   | 填詞   |
| 〈偶然〉 | 陳秋霞 | 陳秋霞 | 徐志摩 |

## 獎項
| 年份 | 頒獎典禮     | 獎項               | 名字                     | 結果 |
| ---- | ------------ | ------------------ | ------------------------ | ---- |
| 1977 | 第14届金馬獎 | 優等劇情片         | 嘉禾電影（香港）有限公司 | 獲獎 |
| 1977 | 第14届金馬獎 | 最佳女主角         | 陳秋霞                   | 獲獎 |
| 1977 | 第14届金馬獎 | 最佳非歌劇影片音樂 | 顧嘉煇                   | 獲獎 |

## 花絮
- 18歲以唱作歌手身分出道的陳秋霞，於出道翌年首度出演的電影即為本片《秋霞》，當時導演宋存壽看中她的多才多藝而邀她擔任女主角，片名以其名命名。1977年，陳秋霞以19歲之齡成為其時金馬獎最年輕的影后[4]，亦同時創下了演齡最短的影后紀錄[5]。

## 外部連結
- 香港影庫上《秋霞》的資料（繁體中文）
- 開眼電影網上《秋霞》的資料（繁體中文）
- 时光网上《秋霞》的資料（简体中文）
- 豆瓣电影上《秋霞》的資料 （简体中文）
- AllMovie上《秋霞》的资料（英文）
- 互联网电影数据库（IMDb）上《秋霞》的资料（英文）
- 爛番茄上《秋霞》的資料（英文）